# Байгабыл (Костанайская область)
Байгабыл (каз. Байғабыл) — село в Амангельдинском районе Костанайской области Казахстана. Административный центр Байгабылского сельского округа. Находится примерно в 14 км к юго-западу от села Амангельды, административного центра района, на высоте 130 метров над уровнем моря. Код КАТО — 393443100.

## Население
В 1999 году численность населения села составляла 1066 человек (519 мужчин и 547 женщин). По данным переписи 2009 года, в селе проживал 851 человек (407 мужчин и 444 женщины).